# Файзі Ахмед Сафієвич
Файзі Ахмед Сафієвич (справжнє прізвище — Файзуллін; 1903—1958) — татарський радянський письменник, поет-лірик, лібретист, драматург літературознавець. Заслужений діяч мистецтв РРФСР (1957). Лауреат Республіканської премії імені Габдулли Тукая (1958).

## Біографія
Народився в родині ремісника. У 1911—1915 роках навчався в медресе. Пізніше в російсько-татарській гімназії. У 1921 році закінчив Східний інститут в Оренбурзі. Працював учителем з 1922 року, вів культурно-освітню роботу на Донбасі, з 1929 року мешкав у Казані.
Учасник Великої Вітчизняної війни.
Автор багатьох збірок поезій. Вірші його відрізняються музикальністю, багато татарських композиторів використовували їх в якості поетичної основи своїх пісень і романсів.
Довгі роки вивчав життя і творчість Г. Тукая. Його перу належить драма «Тукай» (1938), опублікував першу частину роману «Тукай» про поета (1952), писав балади.
Автор лібрето опер «Качкин» («Втікач», 1939) і «Джаліль» (музика М. Жиганова, 1957), музичної комедії «Чайки» Д. Файзі (1944). Створив лібрето першого татарського балету «Шурале» («Лісовик») Ф. Ярулліна (1945) за мотивами поетичних казок Тукая; балетів «Кісекбаш» («Відсічена голова») Губайдулліна (1958). На текст А. Файзі написана перша татарська кантата «Молоді патріоти» М. Юдіна (1944).
Автор історичної драми «Пугачов у Казані».